# Wisembach
Wisembach település Franciaországban, Vosges megyében. Lakosainak száma 428 fő (2022. január 1.). Wisembach Sainte-Croix-aux-Mines, Sainte-Marie-aux-Mines, Bertrimoutier, Combrimont, Gemaingoutte és Lusse községekkel határos.

## Népesség
A település népessége az elmúlt években az alábbi módon változott:
| Lakosok száma | 406  | 405  | 413  | 409  | 414  | 419  | 423  | 425  | 428  |
|               | 2013 | 2015 | 2016 | 2017 | 2018 | 2019 | 2020 | 2021 | 2022 |